# Varenne-Saint-Germain
Varenne-Saint-Germain este o comună în departamentul Saône-et-Loire, Franța. În 2009 avea o populație de 671 de locuitori.

## Evoluția populației
| An        | 1975 | 1982 | 1990 | 1999 | 2006 | 2009 |
| --------- | ---- | ---- | ---- | ---- | ---- | ---- |
| Populație | 418  | 449  | 501  | 549  | 626  | 671  |